# Sergio & the Ladies
I Sergio & the Ladies sono stati un gruppo musicale belga-olandese attivo nel 2002 e formato da Serge Quisquater (in arte Sergio), Ibernice MacBean, Ingrid Simons e Jodi Pijper.
Hanno rappresentato il Belgio all'Eurovision Song Contest 2002 con il brano Sister.

## Carriera
Sergio, affermato cantante belga che aveva avuto successo tra fine anni '80 e metà anni '90 come solista e tra fine anni '90 e inizio anni 2000 come parte, insieme a Xandee, del duo Touch of Joy, ha formato insieme a tre ragazze olandesi, Ibernice MacBean, Ingrid Simons e Jodi Pijper, i Sergio & the Ladies per partecipare ad Eurosong '02, il processo di selezione del rappresentante belga all'Eurovision Song Contest 2002. Nella finale del 17 febbraio hanno cantato il loro singolo di debutto Sister e sono stati scelti come vincitore dal televoto e dalle giurie. All'Eurovision, che si è svolto il successivo 25 maggio a Tallinn, si sono piazzati al 13º posto su 24 partecipanti con 33 punti totalizzati. Sister è stato un successo commerciale: ha raggiunto la 3ª posizione nella classifica della regione belga delle Fiandre ed è stato certificato disco d'oro dalla Belgian Entertainment Association per aver venduto più di 15 000 copie a livello nazionale. Il loro album di debutto, intitolato Road to Freedom, è uscito pochi giorni prima del contest e ha raggiunto l'8º posto nella classifica fiamminga. Ha prodotto un secondo singolo, Love on a Lonely Day, che si è fermato alla 54ª posizione.

## Membri
- Serge Quisquater (Lovanio, 2 aprile 1965)
- Ibernice MacBean
- Ingrid Simons
- Jodi Pijper

## Discografia

### Album
- 2002 - Road to Freedom

### Singoli
- 2002 - Sister
- 2002 - Love on a Lonely Day